# Ftía
Ftía (en griego Φθίη, pronunciación antigua Phthíê, moderna Fthíi) es una antigua región de Grecia, en la Tesalia meridional, en la zona sur de Magnesia, a ambos lados del monte Otris. Era la patria de los mirmidones, guerreros que participaron en la guerra de Troya a las órdenes de Aquiles.
En el diálogo platónico Critón se presenta a Sócrates, condenado a muerte y aguardando su ejecución, soñando que una mujer le anuncia que en tres días irá «a la fértil Ftía». Sócrates lo interpreta como una señal de que su sentencia se llevaría a cabo en tres días. Ftía tenía fama de lugar fértil porque su rey Deucalión, el Noé griego, la había repoblado tras el diluvio sembrando piedras que se transformaron en hombres.